# 2014-es somai bányakatasztrófa

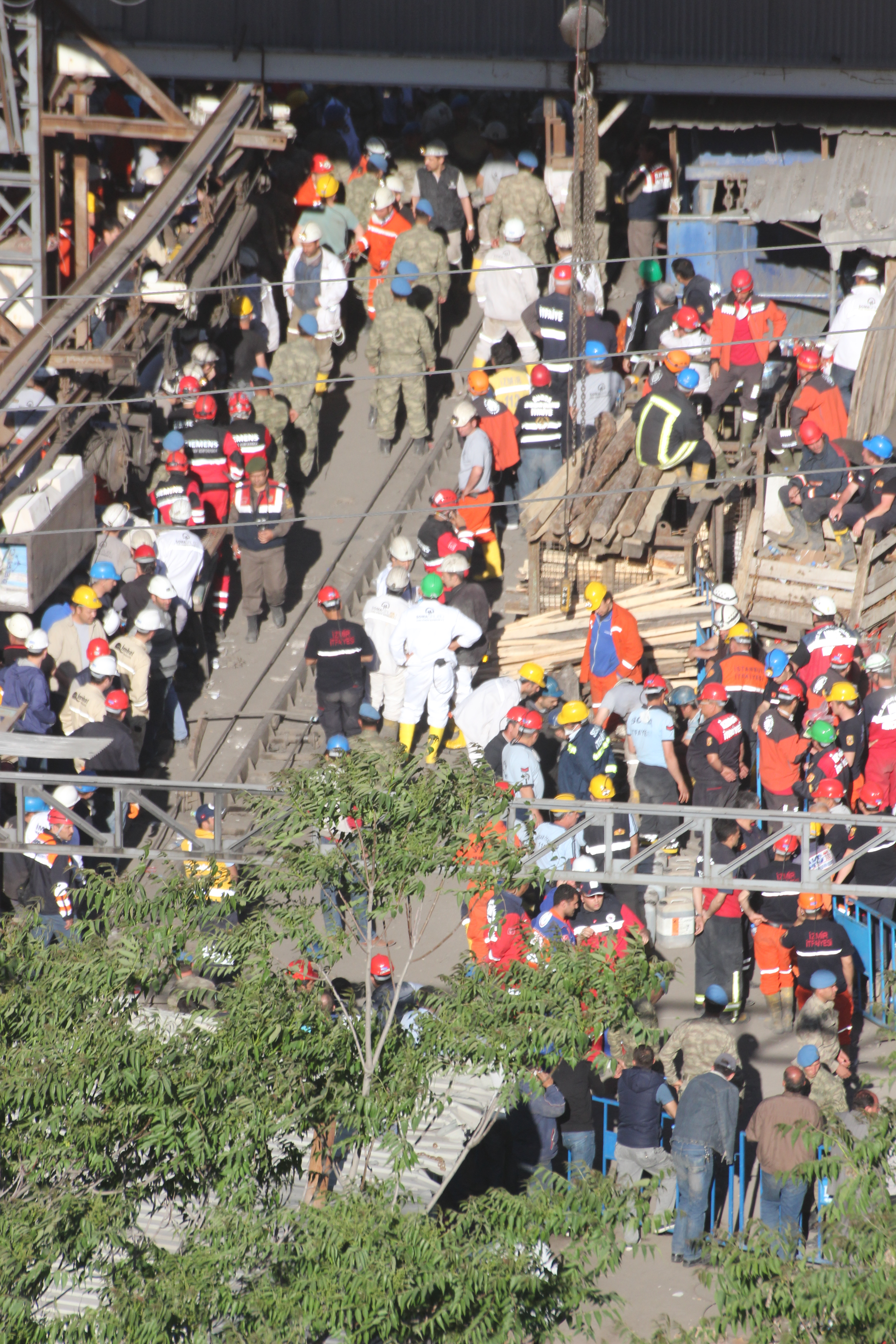
Mentési munkálatok a bányakatasztrófa után a törökországi Manisa tartományban

A 2014-es somai bányakatasztrófa 2014. május 13-án történt a törökországi Soma városnál fekvő szénbányában, Manisa tartományban.
A transzformátor-robbanás föld alatti bányatüzet okozott, ami egészen tizenötödikéig égett. Összesen 301 bányász vesztette életét az ország eddigi legtragikusabb bányaszerencsétlenségében. A bányában, melyet a török Soma Kömür İşletmeleri A.Ş. bányavállalat üzemeltet, valószínűleg az elektromos hálózat meghibásodása okozta a robbanást. A tűz éppen műszakváltás idején keletkezett a bányában, amikor összesen 787 bányász tartózkodott a felszín alatt. Miután 2014. május 17-én, négy nappal a tűz keletkezése után felszínre hozták a bánya mélyéről az utolsó holttesteket is, Taner Yıldız török energiaügyi miniszter bejelentette, hogy a katasztrófa összesen 301 halálos áldozatot követelt. A Katasztrófavédelmi és Vészhelyzeti Irányítócsoport bejelentése alapján 294 bányász vesztette életét a tragédiában és 486 fő élte túl, ugyanakkor vannak olyan híresztelések is, amelyek szerint összesen több mint 340 halálos áldozata van a bányatűznek. Ezt elsősorban helyi politikusok hangoztatják.
2013 végén a török bányászok tiltakozó megmozdulásokat rendeztek az ország bányáiban uralkodó állapotok ellen tiltakozva. A Köztársasági Néppárt indítványát, amely a kritikus állapotok kivizsgálását indítványozta volna, a török nemzetgyűlés jelenleg hatalmon lévő Igazság és Fejlődés Pártja elutasította, alig pár héttel a tragédia bekövetkezte előtt.

## Az események háttere
Törökországban gyakran fordulnak elő bányakatasztrófák, mivel az országban a bányászatra vonatkozó biztonsági előírások igen engedékenyek. A Török Gazdasági Irányelvkutató Alapítvány (TEPAV) 2010-es jelentése szerint 2008-ban az országban egymillió tonnányi kibányászott szénre 7,22 fő halálos áldozat jutott, amely a világon a legrosszabb érték. Még Kínánál is mintegy ötször rosszabb a szénbányászat  halálozási mutatója, mert ott ez az arány mindössze 1,27. A hivatalos statisztikák alapján több mint 3000 bányász veszítette életét 1941 és 2014 áprilisa közt az országban. Ebből 2012-ben 78, 2013-ban 95. A 2014. májusi bányászszerencsétlenséget megelőzően a legsúlyosabb tragédia 1992-ben történt, amikor 263 bányász veszett oda egy bányarobbanásban.

## Fordítás
- Ez a szócikk részben vagy egészben  a   Soma mine disaster című angol Wikipédia-szócikk ezen változatának fordításán alapul.  Az eredeti cikk szerkesztőit annak laptörténete sorolja fel. Ez a jelzés csupán a megfogalmazás eredetét és a szerzői jogokat jelzi, nem szolgál a cikkben szereplő információk forrásmegjelöléseként.